# Wikipedia w języku Simple English
Wikipedia w języku Simple English (pol. angielskim uproszczonym) – wersja Wikipedii pisana w języku Basic English (pol. angielskim podstawowym).
Wikipedia w tym języku jest przeznaczona głównie dla osób uczących się języka angielskiego jako jednego z języków obcych. Większość artykułów jest krótsza niż w angielskiej Wikipedii i jest ich mniej.
26 lipca 2006 roku Wikipedia w języku Simple English przekroczyła liczbę 10 tysięcy artykułów. 16 marca 2007 roku miała już 14 824 artykuły, a 1 maja 2008 miała 28 055 artykułów. 18 października 2008 w tej wersji językowej Wikipedii znajdowało się 38 911 artykułów. W lipcu 2013 liczba artykułów przekroczyła 100 tys.
Edycje tej Wikipedii pochodzą głównie z krajów anglojęzycznych.